# Heinz Langhals
Heinz Langhals (* 27. November 1948 in Altena) ist ein deutscher Chemiker und Hochschullehrer. Seine Forschungsschwerpunkte sind Organische Chemie, funktionelle Farbstoffe, Reaktionsmechanismen, sowie der Erhalt von archäologischen Kunstgegenständen.

## Biografie
Heinz Langhals studierte von 1967 bis 1971 Chemie an der Universität Münster. 1974 promovierte er bei Christoph Rüchardt in Freiburg mit einer Arbeit über die Beckmann-Umlagerung.
Anschließend war er von 1975 bis 1977 Postdoc bei Marc Julia in Paris und Hanns Fischer in Zürich. Die Habilitation erfolgte im Jahr 1981, wieder in Freiburg.
Seit 1984 war er Professor für Organische Chemie an der Ludwig-Maximilians-Universität München. Seit April 2014 ist er emeritiert. Er ist an 16 Patenten beteiligt.

## Publikationen (Auswahl)
- Die Farbe der Tonkrieger: Eine Aufgabe für die Chemie in Nachrichten aus der Chemie, 9. November 2009.

## Auszeichnungen
- 13. Dezember 1983: Werner-von-Siemens-Medaille für Nachwuchswissenschaftler.
- 9. April 2015: Industriepreis für Energie & Umwelt.